# Analogieverbot
Das Analogieverbot ist ein vornehmlich strafrechtlicher Rechtsgrundsatz zur Verhinderung der Ahndung einer nicht gesetzlich untersagten Handlung. Es zielt auf eine von einem Richter möglicherweise als „strafwürdig“ eingestufte Handlung, die einer Strafnorm ähnelt, aber dieser gleichwohl nicht voll entspricht. Das Verbot analoger Rechtsanwendung gilt auch und insbesondere dann, wenn offenkundig eine Strafbarkeitslücke vorliegt.

## Materielles Strafrecht
Das Verbot der entsprechenden Rechtsanwendung gilt nur für den Bereich des materiellen Strafrechtes, d. h. nicht für das Strafverfahrensrecht (man beachte allerdings auch die unten angegebene Rechtsprechung des Bundesverfassungsgerichts zum rechtsstaatlichen Analogieverbot bei hoheitlichen Eingriffen). Das Analogieverbot wird aus dem Grundsatz nulla poena sine lege (keine Strafe ohne Gesetz) abgeleitet, welcher übergreifend in Art. 7 Abs. 1 EMRK, in Deutschland in Art. 103 Abs. 2 Grundgesetz bzw. § 1 Strafgesetzbuch, in Österreich in § 1 des österreichischen Strafgesetzbuches niedergelegt ist. Während in allen anderen Rechtsgebieten planwidrige Regelungslücken durch den Rechtsanwender im Wege der Analogie geschlossen werden dürfen, gehen Regelungslücken im Strafrecht stets zu Lasten des staatlichen Strafanspruchs. So hat das Bundesverfassungsgericht die Ansicht der Instanzgerichte, dass für den Begriff der „Gewalt“ im Nötigungstatbestand (§ 240 StGB) allein ein psychisch vermittelter Zwang ausreichend ist, als Verstoß gegen das Analogieverbot angesehen.
Keinen Verstoß gegen das Analogieverbot stellen hingegen Analogien dar, die zugunsten des Beklagten wirken, z. B. bei Rechtfertigungs- oder Schuldausschließungsgründen.
Auch die Auslegung von unbestimmten Rechtsbegriffen durch das Gericht soll nach Ansicht des Gesetzgebers weder ein Fall analoger Rechtsanwendung noch eines unbestimmten Strafgesetzes (Art. 103 Abs. 2 GG – nulla poena sine lege) sein. So ist die Auslegung des Tatbestandsmerkmales „besonders schwerer Fall des Diebstahls“ in § 243 Abs. 1 Satz 1 StGB durch vergleichende Anwendung der vom Gesetzgeber ausdrücklich benannten Regelbeispiele für besonders schwere Fälle in § 243 Abs. 1 Satz 2 StGB zulässig.
Das Bundesverfassungsgericht hat zur Nötigung nach § 240 StGB jedoch entschieden, dass die erweiternde Auslegung des Gewaltbegriffs im Zusammenhang mit Sitzblockaden gegen Art. 103 Abs. 2 GG verstieß.
Gegen vermeintliche oder tatsächliche Verstöße gegen das Analogieverbot kann durch die Berufung oder die Revision, notfalls im Wege der Verfassungsbeschwerde, vorgegangen werden.

## Analogiegebot während der NS-Zeit
Zur Zeit des Nationalsozialismus wurde das Analogieverbot durch das „Gesetz zur Änderung des Strafgesetzbuchs“ vom 28. Juni 1935 aufgehoben und stattdessen in § 2 StGB folgendes kodifiziert: „Bestraft wird, wer eine Tat begeht, die das Gesetz für strafbar erklärt oder die nach dem Grundgedanken eines Strafgesetzes und nach gesundem Volksempfinden Bestrafung verdient. Findet auf die Tat kein bestimmtes Strafgesetz unmittelbar Anwendung, so wird die Tat nach dem Gesetz bestraft, dessen Grundgedanke auf sie am besten zutrifft“. Nach Ende des Dritten Reiches wurde das Analogieverbot wieder im Strafgesetzbuch sowie dem Grundgesetz verankert.

## Generalklausel in § 238 StGB
§ 238 Abs. 1 des deutschen Strafgesetzbuchs (Nachstellung) enthält seit seiner Einführung im Jahr 2007 eine Generalklausel (heute Abs. 1 Nr. 8), die mit den vorherigen Nummern „vergleichbare“ Handlungen unter Strafe stellt.
In der strafrechtlichen Fachliteratur wird überwiegend davon ausgegangen, dass diese Regelung, die auf die Umschreibung konkreten tatbestandsmäßigen Handelns verzichtet und damit offen zur Analogie zu Nr. 1 bis 7 einlädt, die Grenze des Bestimmtheitsgebotes und des Analogieverbotes überschreitet.

## Analogieverbot im Öffentlichen Recht und Steuerrecht
Ein Analogieverbot besteht nicht nur im Strafrecht, sondern auch im Steuerrecht und Verwaltungsrecht für Eingriffe des Staats in die Rechtssphäre des Bürgers.